# City of Kwinana
City of Kwinana – jednostka samorządu terytorialnego w stanie Australia Zachodnia, formalnie posiadająca status miasta (city), w praktyce będąca jedną z dzielnic Perth.
Nazwa dzielnicy pochodzi od statku SS Kwinana, który w 1922 został zepchnięty na tutejsze wybrzeże. Jest to jedna z bardziej uprzemysłowionych części Perth. Znajduje się tu m.in. jedyna w Australii Zachodniej rafineria, należąca do koncernu BP, a także zakłady chemiczne. Ludność gminy wynosi nieco ponad 23 tysiące osób, a jej powierzchnia ok. 118 km².